# Teicoplanin
Teicoplanin là một loại kháng sinh được sử dụng trong điều trị dự phòng và điều trị các bệnh nhiễm trùng nặng do vi khuẩn gram dương gây ra, bao gồm Staphylococcus aureus kháng methicillin và Enterococcus faecalis. Nó là một loại kháng sinh bán tổng hợp glycopeptide có phổ hoạt động tương tự như vancomycin. Cơ chế hoạt động của nó là ức chế tổng hợp thành tế bào vi khuẩn.
Teicoplanin được bán bởi Sanofi-Aventis dưới tên thương mại Targocid. Các tên thương mại khác bao gồm Ticocin được tiếp thị bởi Cipla (Ấn Độ).
Teicoplanin đường uống đã được chứng minh là có hiệu quả trong điều trị viêm đại tràng giả mạc và tiêu chảy liên quan đến Clostridium difficile, với hiệu quả tương đương với vancomycin.
Sức mạnh của nó được coi là do chiều dài của chuỗi hydrocarbon.     

## Dữ liệu nhạy cảm
Teicoplanin nhắm mục tiêu tổng hợp peptidoglycan làm cho nó trở thành một chất kháng khuẩn hiệu quả chống lại vi khuẩn gram dương bao gồm Staphylococci và Clostridium spp. Dưới đây biểu thị dữ liệu về tính nhạy cảm của MIC đối với một số mầm bệnh có ý nghĩa về mặt y tế:
- Clostridium difficile: 0,06 gg / ml - 0,5 gg / ml
- Staphylococcus aureus:.060,06 g / ml - ≥128 g / ml
- Staphylococcus epermidis:.060,06 g / ml - 32 g / ml

## Hóa học
Teicoplanin (TARGOCID, được bán bởi Sanofi Aventis Ltd) thực sự là một hỗn hợp của một số hợp chất, năm chính (tên là teicoplanin A 2 -1 đến A 2 -5) và bốn loại nhỏ (có tên là teicoplanin R S -1 đến R S -4). Tất cả các teicoplanin đều có chung một lõi glycopeptide, được gọi là teicoplanin A 3 -1 - cấu trúc vòng hợp nhất mà hai carbohydrate (mannose và N -acetylglucosamine) được gắn vào. Các thành phần chính và phụ cũng chứa một carbohydrate thứ ba phân nưa - D -glucosamine β- - và chỉ khác nhau bởi kích thước và cấu tạo của một phụ chuỗi gắn liền với nó.
Các cấu trúc của lõi teicoplanin và chuỗi bên đặc trưng cho năm hợp chất teicoplanin chính được trình bày dưới đây. 

Lõi Teicoplanin (trái, đen) và chuỗi bên đặc trưng cho teicoplanin A _{2} -1 đến A _{2} -5 (phải). : -D-glucosamine.

## Sinh tổng hợp
Teicoplanin đề cập đến một phức hợp các sản phẩm tự nhiên liên quan được phân lập từ môi trường lên men của một chủng Actinoplanes teichomyceticus, bao gồm một nhóm năm cấu trúc. Những cấu trúc này sở hữu một aglycone chung, hoặc lõi, bao gồm bảy amino acid liên kết bởi liên kết peptide và ether để tạo thành một hệ thống bốn vòng. Năm cấu trúc này khác nhau bởi bản sắc của chuỗi acyl béo được gắn với đường. Nguồn gốc của bảy amino acid này trong quá trình sinh tổng hợp teicoplanin được nghiên cứu bằng cộng hưởng từ hạt nhân 1 H và 13 C. Các nghiên cứu chỉ ra các amino acid AA1, AA2, AA4, AA5 và AA6 có nguồn gốc từ tyrosine và amino acid AA3 và AA7 có nguồn gốc từ acetate. Cụ thể, teicoplanin chứa dư lượng 4-hydroxyphenylglycine và 3,5-dihydroxyphenylglycine, một nguyên tử clo gắn trên mỗi dư lượng tyrosine và ba nửa đường, acyl-β-D-glucosamine, N-acetyl-N-acetyl D-glucosamine và D-mannose.

### Cụm gen
Nghiên cứu về cụm di truyền mã hóa quá trình sinh tổng hợp teicoplanin đã xác định 49 khung đọc mở giả định (ORF) liên quan đến sinh tổng hợp, xuất khẩu, kháng thuốc và điều hòa. Ba mươi lăm trong số các ORF này tương tự như các ORF được tìm thấy trong các cụm gen glycopeptide khác. Chức năng của từng gen này được mô tả bởi Li và đồng nghiệp. Một bản tóm tắt về bố trí và mục đích gen được hiển thị dưới đây.
Bố trí gen. Các gen được đánh số. Các chữ L và R chỉ định hướng phiên mã. Sự hiện diện của ký hiệu * có nghĩa là một gen được tìm thấy sau các NRP, được đại diện bởi A, B, C và D. Dựa trên hình từ: Li, TL.; Hoàng, F.; Haydock, SF; Mironenko, T.; Chì, PF; Spencer, JB Hóa học & Sinh học. 2004, 11, tr.   109.
[11-L] [10-L] [9-R] [8-R] [7-R] [6-R] [5-R] [4-L] [3-L] [2-L] [1-R] [AR] [BR] [CR] [DR] [1 * -R] [2 * -R] [3 * -R] [4 * -R] [5 * -R] [6 * -R] [7 * -R] [8 * -R] [9 * -R] [10 * -R] [11 * -R] [12 * -R] [13 * -R] [14 * -R ] [15 * -R] [16 * -R] [17 * -R] [18 * -R] [19 * -R] [20 * -R] [21 * -R] [22 * -R] [ 23 * -R] [24 * -R] [25 * -L] [26 * -L] [27 * -R] [28 * -R] [29 * -R] [30 * -R] [31 * -R] [32 * -L] [33 * -L] [34 * -R] 
| Enzyme được sản xuất theo trình tự gen | Protein điều tiết              | Các enzyme khác                                                            | Enzim kháng | Enzyme hydro-hydroxy-tyrosine và 4-hydroxy-phenylglycin | Chuyển nhượng Glycosyl | Tổng hợp peptide | Oxyase P450        | H halogenase | Enzyme sinh tổng hợp 3,5-dihydroxy phenylglycin |
| Gen                                    | 11, 10, 3, 2, 15 *, 16 *, 31 * | 9, 8, 1 *, 2 *, 4 *, 11 *, 13 *, 21 *, 26 *, 27 *, 30 *, 32 *, 33 *, 34 *, | 7, 6, 5     | 4, 12 *, 14 *, 22 *, 23 *, 24 *, 25 *, 28 *, 29 *       | 1, 3 *, 10 *           | ABCD             | 5 *, 6 *, 7 *, 9 * | số 8*        | 17 *, 18 *, 19 *, 20 *, 23 *                    |

### Tổng hợp khung Heptapeptide
Phân tích chỉ ra tyrosine và ba loại amino acid không tạo protein, (S) -4-hydroxyphenylglycine, 3,5-dihydroxyphenylglycine và-hydroxytyrosine là các khối xây dựng của nhóm teicoplanin của glycopeptide. Trong tất cả, sáu trong số bảy amino acid tổng số của xương sống teicoplanin bao gồm các amino acid không tạo protein hoặc biến đổi. Mười một enzyme được phối hợp tạo ra để tạo ra sáu dư lượng cần thiết này. Teicoplanin chứa hai vị trí clo hóa, 2 (3-Cl-Tyr) và 6 (3-Cl—Hty). Các halogenase giả định Orf8 * đã được đề xuất để xúc tác quá trình halogen hóa trên cả hai amino acid. Quá trình clo hóa được cho là xảy ra ở thời điểm rất sớm trong quá trình sinh tổng hợp trước khi liên kết oxy hóa phenolic, với khả năng tyrosine hoặc-hydroxytyrosine là chất nền của clo hóa.
Quá trình sinh tổng hợp xương sống heptapeptide được thực hiện bởi bốn tổng hợp peptide phi lợi nhuận được chỉ định TeiA, TeiB, TeiC và TeiD. Mỗi mô-đun có một miền để lựa chọn và kích hoạt amino acid là aminoacyl-AMP. Các miền xúc tác trong các mô-đun một và ba của dây chuyền lắp ráp peptide synthetase phi lợi nhuận chọn và kích hoạt (S) -4-hydroxyphenylglycine và 3,5-dihydroxyphenylglycine. Ngoài các mô-đun để lựa chọn và kích hoạt amino acid, mỗi mô-đun có một miền thiolation được sửa đổi với phosphopantetheine để cung cấp một thiol cho sự hình thành enzyme aminoacyl-S cộng hóa trị.

### Sửa đổi sau khi hình thành xương sống heptapeptide
Một khi xương sống heptapeptide đã được hình thành, sự chu kỳ của cấu trúc tuyến tính được bắt đầu. Các nghiên cứu về sự phá vỡ gen chỉ ra một cytochrom P450 oxyase là enzyme thực hiện các phản ứng ghép đôi. OxyB đã được đề xuất để tạo thành vòng đầu tiên bằng cách ghép các dư lượng 4 và 6. OxyA sau đó kết hợp với dư lượng 2 và 4, sau đó là sự hình thành liên kết CC giữa dư lượng 5 và 7 bởi OxyC. Một enzyme thứ tư xúc tác cho sự kết hợp của dư lượng 1 và 3, mặc dù trong đó sự liên kết này phù hợp với thứ tự OxyB / OxyA / OxyC không được biết đến. Tính chọn lọc hồi quy và chọn lọc atropisome của các phản ứng ghép một electron có thể xảy ra này đã được đề xuất là do các yêu cầu gấp và định hướng của các chất nền liên kết chéo một phần trong vị trí hoạt động của enzyme. Các phản ứng ghép được hiển thị dưới đây. 

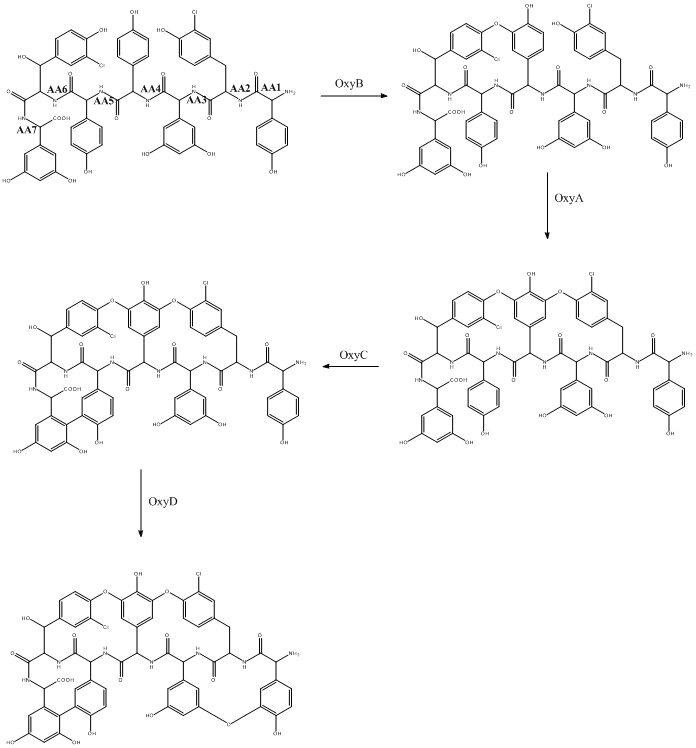
Khớp nối oxy hóa của xương sống teicoplanin

Glycosyl hóa cụ thể đã được chứng minh xảy ra sau khi hình thành heptpeptide aglycone. Dữ liệu cho thấy ba giai đoạn chuyển glycosyl riêng biệt là cần thiết cho quá trình glycosyl hóa agicopcone agicopcone. Hai trong số các chất chuyển glycosyl này có liên quan đến việc bổ sung các đơn vị acyl-β-D-glucosamine và N-acetyl—D-glucosamine. Một transferase mannosyl thứ ba chịu trách nhiệm bổ sung đơn vị D-mannose vào dư lượng 7. Chuỗi acyl béo được kết nối bằng liên kết amide với nửa glucosamine do tác dụng của acyl transferase. Ngoài glycosyl hóa, một số gen đã được đề xuất để mã hóa cho deacetylase. Ngoài khả năng trục vớt các phần của cấu trúc phân tử, nó còn cung cấp một cách để bảo vệ / bảo vệ phân tử.